# Barnflair
Barnflair est un village qui fait partie de la commune de Westerwolde, situé dans la province néerlandaise de Groningue. Le 1er janvier 2006, le village comptait 250 habitants.